# Болничен кораб
Болничният кораб представлява кораб, оборудван специално за оказване на медицинска помощ.
Повечето такива кораби са под командването на военните сили на различни страни тъй като са предназначени за използване предимно при военни действия. Използвани са също и за предоставяне на хуманитарна помощ на бедстващи райони. Болничните кораби са защитени от военни посегателства според Хагската конвенция от 1907 г. стига да отговарят на определени условия.

## Международно право
Използването на болнични кораби е урегулирано от Хагската конвенция от 1907 г. Според нея всеки болничен кораб трябва да отговаря на следните изисквания:
- трябва да оказва помощ на всеки нуждаещ се независимо от неговата националност;
- не трябва да се използва във военни действия;
- не трябва да възпрепятства движението на воюващите;
- всички воюващи страни имат право да го инспектират за евентуални нарушения на горните точки;
- трябва да бъде ясно маркиран като такъв.

Според Наръчника от Санремо за международно право приложимо за въоръжени морски конфликти, болничен кораб който нарушава указаните изисквания, и след предупреждение не предприема мерки за удовлетворяване на съответните изисквания, вече не е под закрилата на закона. Такъв кораб може да бъде превзет или принуден по някакъв начин да отговори на изискванията. Нападението над болничен кораб е позволено само в краен случай при положение че споменатите мерки не дават резултат. Нападението на болничен кораб при всички други обстоятелства се счита за военно престъпление.

## Действащи болнични кораби
Военноморски флот на Индонезия
- KRI Dr Soeharso (990) – преправен боен кораб от клас Tanjung Dalpele.

 Министерство на труда на Испания
- Esperanza del Mar – проектиран от самото начало да функционира като болничен кораб. На служба от 2001 г.

 Военноморски флот на КНР
- Клас Nankang – два кораба – Nankang и Nanyun. Това са бивши военни кораби от клас Qiongsha модифицирани като болнични през 80-те.
- Daishandao – преработен круизен кораб с 300 болнични легла, интензивно отделение за 20 души и 8 театъра.
- Проект 320 – под това име служи купеният от Русия болничен кораб Обь.

 Военноморски флот на Перу
- BAP Puno (ABH-306) – бивш пътнически и товарен кораб построен през 1861 г. и преправен като болничен през 1976 г.

 Военноморски флот на Русия
- Четири кораба от клас Об – Енисей, Иртиш, Свир и Об

 Военноморски сили на САЩ
- Два кораба от клас Mercy – USNS Mercy (T-AH-19) и USNS Comfort (T-AH-20). Тези кораби произхождат от танкери клас San Clemente построени през 70-те и преустроени в края на 80-те като болнични кораби.

Неправителствени кораби
- MV Africa Mercy – бивш ферибот преправен като болничен кораб през 2007 г. за да служи на хуманитарната организация Mercy Ships.